# چکاوک مغولی
چکاوک مغولی (نام علمی: Melanocorypha mongolica) نام یک گونه از سرده چکاوک‌های تنومند است.